# Kourabies

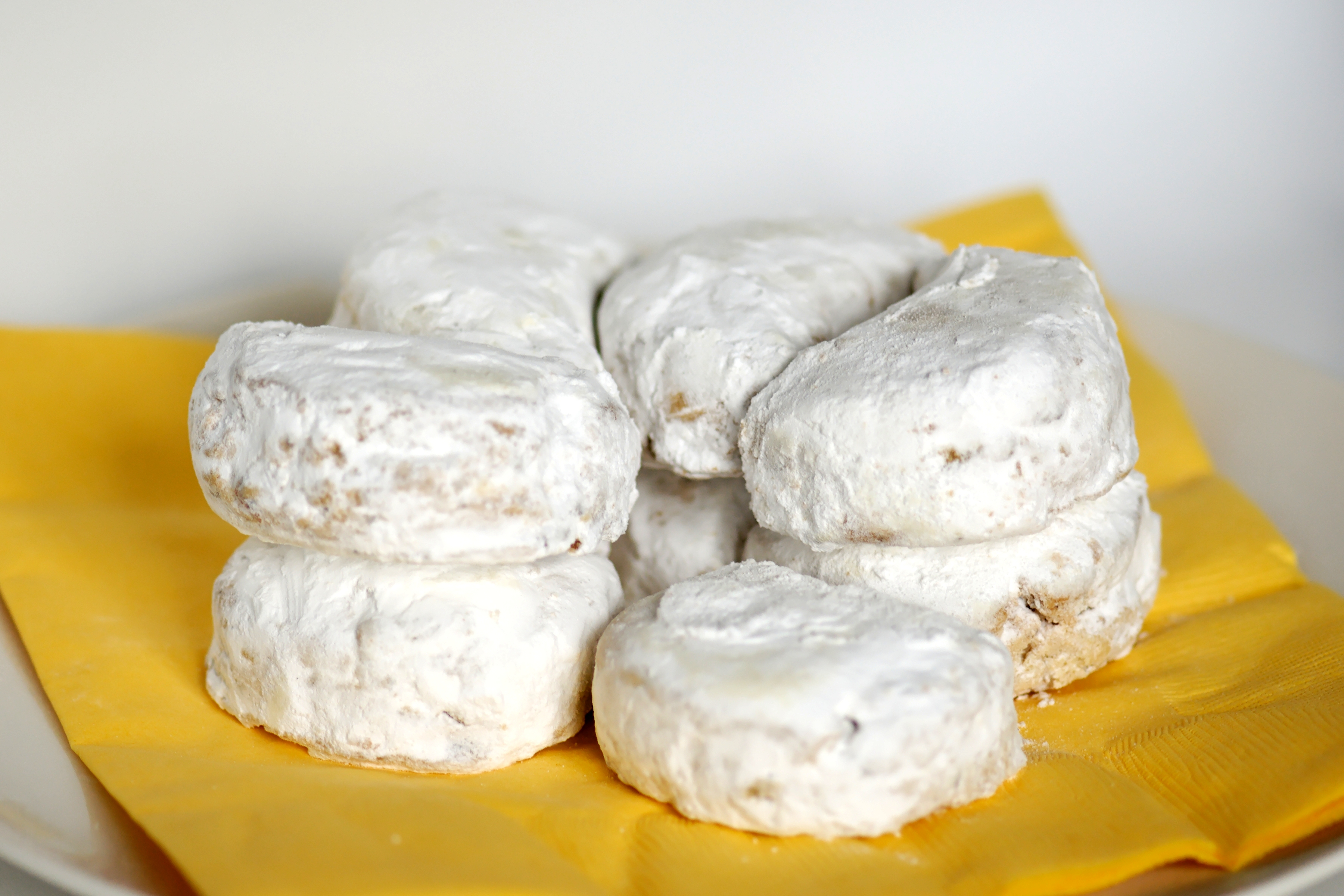
Kourabiedes.

El kourabies (plural kourabiedes; en griego κουραμπιές, κουραμπιέδες) es una galleta de mantequilla griega ligera, hecha típicamente con almendra. A veces se hace con brandy, normalmente metaxa, para darle aroma, aunque también son populares la vainilla, el mastika y el agua de rosas. En algunas regiones de Grecia, los kourabiedes de Navidad se adornan con un clavo de olor entero clavado en cada galleta, pero solo para adornarla, debiendo retirarse antes de comerla.
Se preparan con muchas formas: bolas, ondulados, media luna o simples galletas. Se hornean hasta dorarlos y justo tras retirarlos del horno se espolvorean con azúcar glas y se dejan enfriar. Es típico espolvorear otra vez con azúcar glas cuando están fríos. Los kourabiedes también son populares para las ocasiones especiales, como la Navidad o los bautizos, aunque se encuentran todo el año en Grecia.